# Jean Auguste Houzeau
Jean Auguste Houzeau (* 3. März 1829 in Elbeuf, Département Seine-Maritime; † 17. Februar 1911 in Rouen) war ein französischer Chemiker.
Ab 1850 war er Préparateur und ab 1852 arbeitete er am agronomischen Institut in Versailles und am Conservatoire National des Arts et Métiers. 1858 wurde er Professor für Chemie an der École Supérieure des Sciences et des Lettres in Rouen und an der École d’agriculture de Dept. de la Seine-inferieure.
1858 wies er Ozon in der Luft nach. Dieses überraschte, da der Entdecker Christian Friedrich Schönbein dargelegt hatte, dass es ein starkes Oxidationsmittel, und damit schnell verbraucht sei. Houzeau verfasste zahlreiche Arbeiten über die Darstellung des Ozons und war seit 1887 korrespondierendes Mitglied der Akademie der Wissenschaften in Paris.

## Veröffentlichungen
- Détermination de la valeur des engrais, Rouen, Deshays, 1875
- Histoire de la houille et de ses dérivés, Rouen, Lapierre, 1863
- Instruction sur l’emploi de l’azotimètre pour le tirage des engrais azoté, Paris, Dupont, 1874
- Le Marc de pommes, sa composition, son emploi, sa conservation, Paris, Bellechasse, 1887
- Organisation de la station agronomique de Rouen, Rouen, Chaix, 1863
- Ozone, Mesnil (Eure), Firmin-Didot, 1866
- Rapport sur les champs de démonstration, Rouen, Cagniard, 1888–1899
- Station agronomique de la Seine-Inférieure. Fruits à pressoir et marcs de pommes et de poires, leur emploi dans la ferme : rations nouvelles pour suppléer au manque de fourrage, Rouen, Cagniard, 1893
- Sur la composition de quelques fumiers, et sur un moyen simple d’apprécier dans la pratique agricole la composition des fumiers ainsi que leur valeur relative en argent, Paris, Chamerot, 1888